# Leonard van Casembroot
Leonard van Casembroot (Brugge, 1540 - Den Haag, maart 1604) was pensionaris van Brugge en voorzitter van de Raad van State van Holland.

## Levensloop
Casembroot was een zoon van Leonard van Casembroot (1495-1558) en die zijn tweede vrouw Godelieve Brest (1510-1570). Lenaert sr. was bij herhaling schepen van de stad Brugge en in 1554 werd hij burgemeester van de raadsleden.
Lenaert jr. trouwde met Cornelia van Poppe (1550-?) en ze kregen negen kinderen.
Hij werd pensionaris van de stad Brugge en was de broer van Nicolaas Casembroot (1545-1584) die in de Calvinistische periode van 1582 tot 1584 burgemeester van de schepenen was in Brugge en de halfbroer van Johannes Casembroot. Hij was waarschijnlijk ook nauw verwant met Jacob Casembroot, die eveneens schepen van Brugge was in die periode.
In 1584, bij de terugkeer van de Spanjaarden en het einde van de Calvinistische Republiek in Brugge, vluchtte hij naar Den Haag en werd er opgenomen in de Raad van State van Holland, waar hij werd ingezet voor verschillende ambassademissies. Hij eindigde zijn loopbaan als voorzitter van de Raad.
Hij werd bijgezet in de Grote Kerk in Den Haag.